# Brunnsekärret
Brunnsekärret är ett naturreservat i Sävsjö kommun i Jönköpings län.
Området är skyddat sedan 1971 och är 5,2 hektar stort. Det är beläget sydväst om Sävsjö nära Norra Ljunga kyrka. Området består av slåttermark och översilningsmark. Det senare är ett sluttande markområde där grundvattnet tränger upp till ytan.

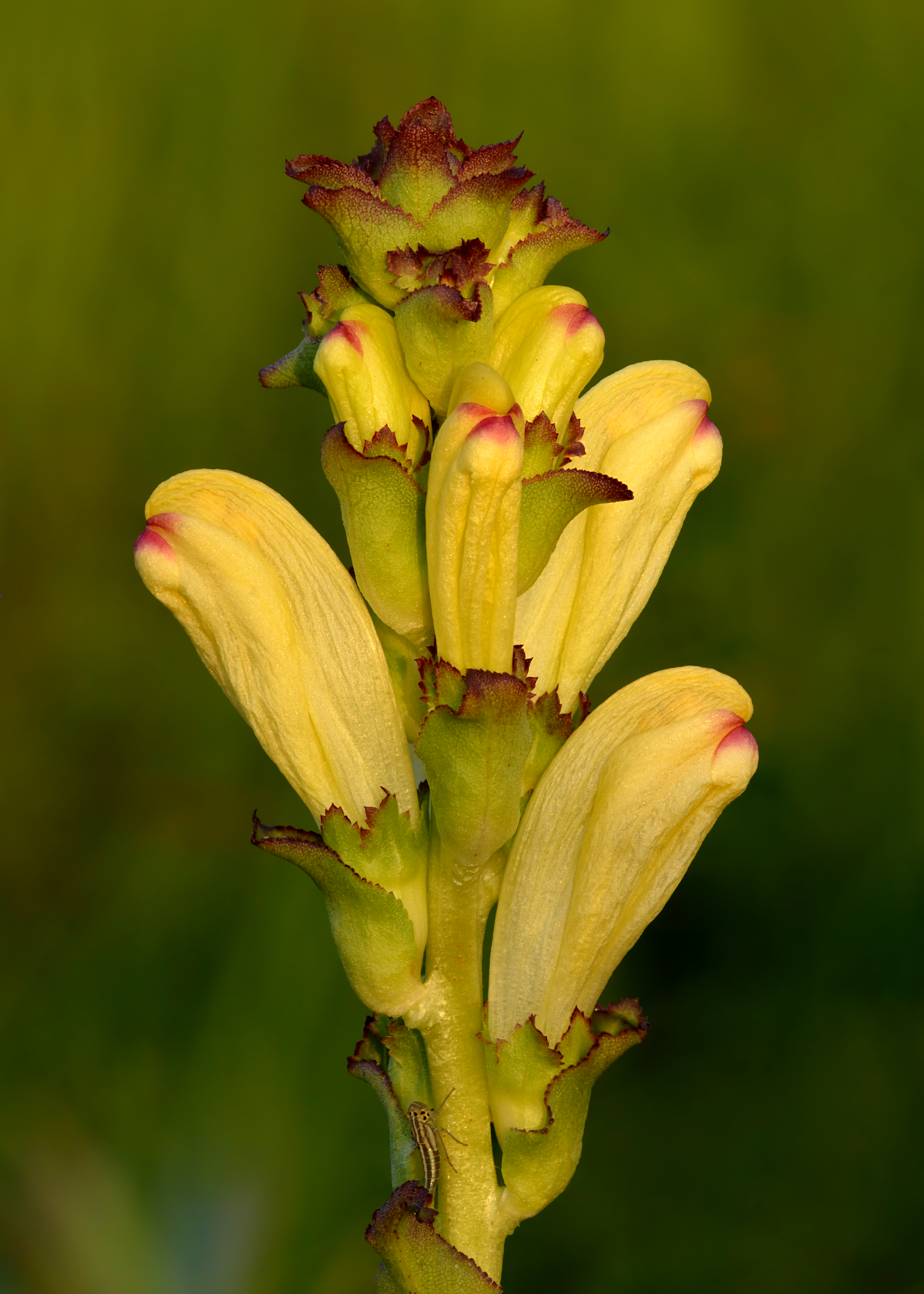
Kung Karls spira förekommer i naturreservatet.

Naturreservatet Brunnsekärret är Skandinaviens sydligaste växtplats för fjällväxten Kung Karls spira. Den växer i kärr och på fuktiga ängar och på stränder främst i fjälltrakterna. Endast i sällsynta fall kan man hitta den i södra Sverige. Växten är flerårig och blommar i juli-augusti. Efter röjning i reservatet har antalet ökat.
Andra växter som finns i området är smörbollar, brudborste, korallrot, Jungfru Marie nycklar, kärrviol och myskgräs samt olika starrarter.